# Joseph Fiennes
Joseph Alberic Fiennes, född 27 maj 1970 i Salisbury i Wiltshire, är en brittisk skådespelare. Han är yngre bror till skådespelaren Ralph Fiennes.

## Släkt
Fiennes är son till fotografen och illustratören Mark Fiennes och dennes hustru författaren och konstnären Jennifer Lash. Joseph Fiennes är yngst av sex syskon; han har även en tvillingbror, Jacob, som är konservator. Brodern Magnus Fiennes är kompositör. Hans systrar, Sophie och Martha, är regissörer. Hans äldsta bror är skådespelaren Ralph Fiennes. De är släkt med Ranulph Fiennes.
Släkten Fiennes (de Fiennes) är av uråldrig normandisk härkomst, och kom till England med Vilhelm Erövraren vid Hastings. Släktvapnet är ett rytande lejon på två ben. Släkten är förgrenad till Sverige, och lever även kvar i Frankrike.

## Filmografi i urval
- 1996 – Stulen skönhet
- 1998 – Shakespeare in Love
- 1998 – Elizabeth
- 2001 – Enemy at the Gates
- 2002 – Killing Me Softly
- 2003 – Sinbad: Legenden om de sju haven (röst)
- 2003 – Luther
- 2004 – Köpmannen i Venedig
- 2007 – Farväl bafana
- 2009 – FlashForward (TV-serie)
- 2011 – Camelot (TV-serie)
- 2012 – American Horror Story (TV-serie)
- 2014 – Hercules: The Thracian Wars
- 2017–2019 – The Handmaid's Tale (TV-serie)